# Ljupčo Jordanovski
Branko Crvenkovski (en macedonio: Љупчо Јордановски; Štip, 13 de febrero de 1953 – Skopje, 7 de octubre de 2010) fue un sismólogo y político macedonio, que ejerció como presidente interino de Macedonia del Norte en 2004 después de la trágica muerte de Boris Trajkovski en un accidente aéreo.

## Biografía
Jordanovski se licenció en ingeniería eléctrica en la Universidad of Zagreb y se doctoró en la Universidad del Sur de California en 1985.
Fue miembro del partido de la Unión Socialdemócrata de Macedonia (SDSM) y ocupó el cargo de portavoz de la Assambla de Macedonia el 18 de noviembre de 2003. 
Como portavoz, según la Constitución del país, era el sustituto del presidente en caso de enfermedad, muerte y incapacidad. Por este hecho, cuando el presidente Boris Trajkovski murió en un accidente de aviación el 26 de febrero de 2004, Jordanovski fue nombrado presidente interino. Ocupó este cargo desde el 26 de febrero de 2004 hasta el 12 de mayo de 2004. Dejó el puesto después de las elecciones generales a las que no se presentó. Continuó con un papel de portavoz hasta el 2 de agosto de 2006.
El 6 de julio de 2006 fue nombrado embajador macedonio en los Estados Unidos, pero a finales de diciembre fue llamado a consultas por el Gobierno macedonio.